# Сејба
Сејба (шп. La Ceiba), је општина, главни град хондурашког департмана Атлантида и лучки град на северној обали Хондураса у Централној Америци. Налази се на јужној ивици Кариба, чинећи део југоисточне границе Хондурасског залива. Са процењеном популацијом од 199.080 која живи у приближно 170 стамбених области (која се називају колоније или барије), то је четврти најнасељенији и трећи најважнији град у Хондурасу.
Сејба је званично основана 23. августа 1877. године. Град је добио име по огромном дрвету сејба које је расло у близини старог пристаништа. Град је званично проглашен „престоницом еко-туризма Хондураса”, као и "престоницом забаве Хондураса". Сваке године, треће или четврте суботе у мају, град одржава свој чувени карневал у знак сећања на светог Исидора (шпански Сан Исидро Лабрадор). За то време град је домаћин око 500.000 туриста.

## Историја
Мануел Ернандез је 1872. године изградио малу колибу испод дрвета Сејба које је расло у близини старих докова. Временом се све више људи из данашњег Хондураса (посебно департмана Оланчо и Санта Барбара), али и из целог света насељавало у Сејбу. Раднике су привлачили послови везани за индустрију банана, који су постали важни за регионалну економију.
У касном 19. веку, посао са бананама привукао је пажњу великих северноамеричких компанија за банане, као што је компанија Стандард Фруит компани браће Вакаро из Њу Орлеанса. Ова нова економска активност привукла је домаће и међународне имигранте у Сејбу. Садашњи кварт познат као Барио Инглес био је први признати кварт у граду. Тако је добио име по многим људима који говоре енглески који живе у барију. У том тренутку главна саобраћајница Сејбе била је данашња Авенида Ла Република, где су биле постављене железничке шине. Железничку пругу је изградила компанија Стандард Фруит компани (сада Стандард Фруит де Хондурас, подружница Доле) за транспорт своје робе до бродова у луци са плантажа банана. Ова компанија је у великој мери била одговорна за рани раст града.
Сејба је проглашена општином 23. августа 1877. године. У то време Марко Аурелио Сото је био председник Хондураса. Сејба је била центар пословања са бананама и ананасом, основа његове економије. У граду су се развила и друга предузећа, као што су:
- сервесериа Хондурена, национална компанија за производњу пива и власник Кока-кола лиценце у Хондурасу. Основан 1918. године.
- Фабрика де Мантека и Џабон Атлантида, позната као Ла Бланкуита, у једном тренутку је била највећи произвођач робе широке потрошње у Хондурасу; сада је угашена.
- Банко Атлантида, најстарија банка у земљи, основана 1913.
- Мазапан скул, прва двојезична школа у држави, најстарија гимназија и друга најстарија основна школа у граду.

Прва општинска зграда или градска већница налазила се на углу улица 2да Каље и Авенида Атлантида, на месту данашњег складишта Феретериа Кавас. Зграда је била дрвена и 1903. године је изгорела услед вандализма. Неки људи су хтели да униште евиденцију о власништву приватне имовине у Сејби. Зграда општине је поново запаљена 7. марта 1914. године током нових друштвених немира.
Општинска корпорација је преселила канцеларије јужније од града. Поново су спаљене током немира 1924. Убрзо након тога, пословна зграда је изграђена на садашњој локацији, на земљишту које је поклонио Мануел Мехиа.

## Географија

### Клима
Сејба има климу тропских кишних шума са пасатом (Коппен Аф), са значајним падавинама током целе године. Због свог северног аспекта, врхунац је између октобра и фебруара када су пасати најјачи и када се јављају екстремне орографске падавине. Просечна годишња количина падавина је око 3.200 милиметара (130 инча), што га чини једним од највлажнијих градова у Централној Америци, други након Колона у Панами међу урбанизованим подручјима са више од 100.000 људи.
| Клима Сејба, Хондурас (Аеродрум Голосан) 1961–1990, екстрими 1944–данас                                 | Клима Сејба, Хондурас (Аеродрум Голосан) 1961–1990, екстрими 1944–данас | Клима Сејба, Хондурас (Аеродрум Голосан) 1961–1990, екстрими 1944–данас | Клима Сејба, Хондурас (Аеродрум Голосан) 1961–1990, екстрими 1944–данас | Клима Сејба, Хондурас (Аеродрум Голосан) 1961–1990, екстрими 1944–данас | Клима Сејба, Хондурас (Аеродрум Голосан) 1961–1990, екстрими 1944–данас | Клима Сејба, Хондурас (Аеродрум Голосан) 1961–1990, екстрими 1944–данас | Клима Сејба, Хондурас (Аеродрум Голосан) 1961–1990, екстрими 1944–данас | Клима Сејба, Хондурас (Аеродрум Голосан) 1961–1990, екстрими 1944–данас | Клима Сејба, Хондурас (Аеродрум Голосан) 1961–1990, екстрими 1944–данас | Клима Сејба, Хондурас (Аеродрум Голосан) 1961–1990, екстрими 1944–данас | Клима Сејба, Хондурас (Аеродрум Голосан) 1961–1990, екстрими 1944–данас | Клима Сејба, Хондурас (Аеродрум Голосан) 1961–1990, екстрими 1944–данас | Клима Сејба, Хондурас (Аеродрум Голосан) 1961–1990, екстрими 1944–данас |
| Показатељ \ Месец                                                                                       | .Јан.                                                                   | .Феб.                                                                   | .Мар.                                                                   | .Апр.                                                                   | .Мај.                                                                   | .Јун.                                                                   | .Јул.                                                                   | .Авг.                                                                   | .Сеп.                                                                   | .Окт.                                                                   | .Нов.                                                                   | .Дец.                                                                   | .Год.                                                                   |
| --- | ----------------------------------------------------------------------- | ----------------------------------------------------------------------- | ----------------------------------------------------------------------- | ----------------------------------------------------------------------- | ----------------------------------------------------------------------- | ----------------------------------------------------------------------- | ----------------------------------------------------------------------- | ----------------------------------------------------------------------- | ----------------------------------------------------------------------- | ----------------------------------------------------------------------- | ----------------------------------------------------------------------- | ----------------------------------------------------------------------- | ----------------------------------------------------------------------- |
| Апсолутни максимум, °C (°F)                                                                             | 32,8 (91)                                                               | 34,8 (94,6)                                                             | 35,4 (95,7)                                                             | 36,0 (96,8)                                                             | 38,0 (100,4)                                                            | 37,0 (98,6)                                                             | 35,7 (96,3)                                                             | 38,0 (100,4)                                                            | 36,0 (96,8)                                                             | 34,6 (94,3)                                                             | 33,6 (92,5)                                                             | 34,0 (93,2)                                                             | 38,0 (100,4)                                                            |
| Максимум, °C (°F)                                                                                       | 27,0 (80,6)                                                             | 27,6 (81,7)                                                             | 29,0 (84,2)                                                             | 30,1 (86,2)                                                             | 31,3 (88,3)                                                             | 31,3 (88,3)                                                             | 30,8 (87,4)                                                             | 30,9 (87,6)                                                             | 30,6 (87,1)                                                             | 29,5 (85,1)                                                             | 28,2 (82,8)                                                             | 27,3 (81,1)                                                             | 29,5 (85,1)                                                             |
| Просек, °C (°F)                                                                                         | 23,8 (74,8)                                                             | 24,0 (75,2)                                                             | 25,6 (78,1)                                                             | 26,8 (80,2)                                                             | 28,2 (82,8)                                                             | 28,0 (82,4)                                                             | 27,5 (81,5)                                                             | 27,6 (81,7)                                                             | 27,4 (81,3)                                                             | 26,2 (79,2)                                                             | 25,2 (77,4)                                                             | 24,3 (75,7)                                                             | 26,2 (79,2)                                                             |
| Минимум, °C (°F)                                                                                        | 18,4 (65,1)                                                             | 18,4 (65,1)                                                             | 19,5 (67,1)                                                             | 20,7 (69,3)                                                             | 22,2 (72)                                                               | 22,6 (72,7)                                                             | 21,8 (71,2)                                                             | 21,8 (71,2)                                                             | 22,0 (71,6)                                                             | 21,2 (70,2)                                                             | 20,2 (68,4)                                                             | 19,1 (66,4)                                                             | 20,7 (69,3)                                                             |
| Апсолутни минимум, °C (°F)                                                                              | 13,2 (55,8)                                                             | 12,0 (53,6)                                                             | 11,5 (52,7)                                                             | 12,0 (53,6)                                                             | 14,2 (57,6)                                                             | 19,0 (66,2)                                                             | 17,5 (63,5)                                                             | 16,8 (62,2)                                                             | 18,9 (66)                                                               | 16,7 (62,1)                                                             | 12,1 (53,8)                                                             | 12,6 (54,7)                                                             | 11,5 (52,7)                                                             |
| Количина кише, mm (in)                                                                                  | 305,2 (12,016)                                                          | 330,0 (12,992)                                                          | 225,2 (8,866)                                                           | 120,5 (4,744)                                                           | 76,9 (3,028)                                                            | 154,6 (6,087)                                                           | 174,9 (6,886)                                                           | 197,3 (7,768)                                                           | 203,3 (8,004)                                                           | 423,8 (16,685)                                                          | 539,6 (21,244)                                                          | 478,9 (18,854)                                                          | 3.230,2 (127,173)                                                       |
| Дани са кишом (≥ 1.0 mm)                                                                                | 11                                                                      | 8                                                                       | 6                                                                       | 6                                                                       | 4                                                                       | 10                                                                      | 11                                                                      | 13                                                                      | 12                                                                      | 14                                                                      | 13                                                                      | 12                                                                      | 118                                                                     |
| Релативна влажност, %                                                                                   | 81                                                                      | 83                                                                      | 82                                                                      | 80                                                                      | 79                                                                      | 80                                                                      | 80                                                                      | 80                                                                      | 78                                                                      | 79                                                                      | 84                                                                      | 80                                                                      | 82                                                                      |
| Сунчани сати — месечни просек                                                                           | 170,5                                                                   | 192,1                                                                   | 217,0                                                                   | 234,0                                                                   | 213,9                                                                   | 192,0                                                                   | 201,5                                                                   | 217,0                                                                   | 174,0                                                                   | 151,9                                                                   | 144,0                                                                   | 151,9                                                                   | 2.259,8                                                                 |
| Сунчани сати — дневни просек                                                                            | 5,5                                                                     | 6,8                                                                     | 7,0                                                                     | 7,8                                                                     | 6,9                                                                     | 6,4                                                                     | 6,5                                                                     | 7,0                                                                     | 5,8                                                                     | 4,9                                                                     | 4,8                                                                     | 4,9                                                                     | 6,2                                                                     |
| Извор #1: NOAA                                                                                          |                                                                         |                                                                         |                                                                         |                                                                         |                                                                         |                                                                         |                                                                         |                                                                         |                                                                         |                                                                         |                                                                         |                                                                         |                                                                         |
| Извор #2: Немачки метеолролошки сервис (сунце и влажност)Метеоролошки подаци (рекордни успони и падови) |                                                                         |                                                                         |                                                                         |                                                                         |                                                                         |                                                                         |                                                                         |                                                                         |                                                                         |                                                                         |                                                                         |                                                                         |                                                                         |